# Farmor och vår Herre (TV-serie)
Farmor och vår Herre är en svensk dramaserie från 1983. I rollen som farmor syns Karin Kavli.

## Handling
Farmor, som egentligen heter Agnes Borck, tittar tillbaka på sitt 78-åriga liv och resonerar med Vår Herre.

## Om serien
TV-serien bygger på Hjalmar Bergmans roman Farmor och vår Herre. Serien hade premiär i Sveriges Television den 2 februari 1983.

## Rollista i urval
- Karin Kavli - Farmor
- Stellan Skarsgård - Nathan
- Staffan Hallerstam - Gabriel
- Kristina Adolphson - Frida
- Gun Arvidsson - Lilla grevinnan
- Julie Bernby - Mina
- Gunnar Björnstrand - Kommerserådet Borck
- Verner Edberg - Kusk
- Pia Green - Farmor som ung kvinna
- Benny Haag - Sven Borck på Sanna
- John Harryson - Gawenstein
- Lisskulla Jobs - Bina
- Tommy Johnson - August
- Ingvar Kjellson - Grundholm
- Lars Lind - Axel
- Jan Erik Lindqvist - Axelsson som gammal
- Åke Lindström - Fader Storm
- Börje Mellvig - Borck på Sanna
- Carl-Ivar Nilsson - Jonathan Borck
- Suzanne Reuter - Signe
- Gun Robertson - Lova
- Hans-Eric Stenborg - Hökare Borck
- Torsten Wahlund - Axelsson som ung
- Margreth Weivers - Emma
- Olof Widgren - Sunesson
- Åke Wästersjö - Tiggaren
- Georg Årlin - Länsman